# Raincoats and recipes
Raincoats and recipes es el 87mo episodio de la serie de televisión norteamericana Gilmore Girls.

## Resumen del episodio
Lorelai se da cuenta de que las intenciones de Luke son muy serias, pero ella no tiene tiempo para pensar en ello, puesto que está muy atareada con la apertura del Dragonfly, y como ensayo invitará a todos sus amigos del pueblo, así como también a sus padres, para que puedan darse una oportunidad de reconciliación. Sin embargo, Lorelai descubre que el daño que hay en el matrimonio Gilmore es más grave de lo que ella creía, y finalmente Emily acepta la separación. Kirk le confiesa a Luke que tiene terrores nocturnos, y que no quiere asustar a Lulu, así que le pide que esté cerca de él para proteger a su novia. Jason se aparece en el Dragonfly la misma noche de la reunión con sus amigos, e intenta que Lorelai vuelva con él; Luke ha notado que el exnovio de Lorelai ha llegado y le reclama pues cree que ya ha mostrado bastantes intenciones que algo más que una cita. Al final de la discusión, el esperado beso de Lorelai y Luke se da, aunque se ve interrumpido pues Kirk sale corriendo desnudo y Luke debe detenerlo. Mientras tanto, Dean y Rory se encuentran más cerca y cuando él le dice que su matrimonio es infeliz, tienen relaciones en la habitación de ella. Cuando Lorelai llega a casa, los encuentra e intenta hacer entrar en razón a Rory por acostarse con un hombre casado, pero no lo consigue.

## Curiosidades
- Lorelai se acostó con Christopher pero la relación de éste con Sherry estaba mal, y no estaban comprometidos, como dijo Rory.
- Lorelai le dice a Michel que su parto duró 26 horas, pero en The breakup, part 2, dijo que fueron 14 horas.
- En el episodio de la segunda temporada Back in the saddle again, cuando Sookie se molesta por un error de las invitaciones a su boda, menciona que se casará el 15 de mayo. En la presente temporada, episodio The incredible shrinking Lorelais, Lorelai reserva para el 8 de mayo y dice que la apertura será el 6 de mayo. Sin embargo, la apertura en este episodio coincide con el aniversario de Sookie, 15 de mayo.